# 638 TCN
638 TCN là một năm trong lịch La Mã.